# Плятерув (гмина)
Плятерув (пол. Platerów) — сельская гмина (волость) в Польше, входит как административная единица в Лосицкий повет, Мазовецкое воеводство. Население — 5171 человек (на 2004 год).

## Демография
| Перепись                       | Всего   | Всего | Женщины | Женщины | Мужчины | Мужчины |
| ------------------------------ | ------- | ----- | ------- | ------- | ------- | ------- |
| Единицы                        | человек | %     | человек | %       | человек | %       |
| Население                      | 5171    | 100   | 2540    | 49,1    | 2631    | 50,9    |
| Плотность населения (чел./км²) | 40,1    | 40,1  | 19,7    | 19,7    | 20,4    | 20,4    |

## Сельские округа
1. Хлопкув
2. Хлопкув-Колёня
3. Чухув
4. Чухув-Пеньки
5. Фалятыче
6. Гурки
7. Хрушев
8. Хрушнев
9. Хрушнев-Колёня
10. Камянка
11. Киселев
12. Липно
13. Менженин
14. Менженин-Колёня
15. Михалув
16. Мышковице
17. Новодомки
18. Остроменчин
19. Остроменчин-Колёня
20. Плятерув
21. Пучице
22. Рускув
23. Забоже

## Соседние гмины
1. Гмина Дрохичин
2. Гмина Корчев
3. Гмина Лосице
4. Гмина Пшесмыки
5. Гмина Сарнаки
6. Гмина Семятыче
7. Гмина Стара-Корница